# Tricimba paraalbiseta
Tricimba paraalbiseta är en tvåvingeart som beskrevs av Dely-draskovits 1983. Tricimba paraalbiseta ingår i släktet Tricimba och familjen fritflugor.
Artens utbredningsområde är Israel. Inga underarter finns listade i Catalogue of Life.